# Carlo Cecchi
Carlo Cecchi (Firenze, 25 gennaio 1939) è un attore e regista teatrale italiano.

## Biografia
Si diploma come attore presso l'Accademia nazionale d'arte drammatica "Silvio D'Amico". Considerato una delle figure di spicco del teatro di innovazione in Italia, Cecchi alterna il lavoro di attore teatrale e cinematografico a quello di regista teatrale.
Cecchi è stato regista e primattore di Ivanov di Anton Čechov prodotto dal Teatro Niccolini di Firenze nel 1982 e presentato in quell'anno in prima nazionale al Teatro Caio Melisso durante il Festival dei Due Mondi di Spoleto. Nel complesso lavoro cechoviano adattato dallo stesso regista Carlo Cecchi recitano numerosi attori che negli anni a seguire si affermeranno, come Remo Girone, Gianfranco Barra, Giacomo Piperno, Vincenzo Salemme, Marco Erler, Francesco Origo e Anna Bonaiuto. Significativa la sua interpretazione del dramma Finale di partita di Samuel Beckett e, per il cinema, quella di Renato Caccioppoli in Morte di un matematico napoletano. Nel 2007 si è aggiudicato il Premio Gassman come miglior attore teatrale italiano.

## Filmografia

### Cinema
- A mosca cieca, regia di Romano Scavolini (1966)
- La prova generale, regia di Romano Scavolini (1968)
- La sua giornata di gloria, regia di Edoardo Bruno (1969)
- I dannati della terra, regia di Valentino Orsini (1969)
- Il gatto selvaggio, regia di Andrea Frezza (1969)
- Le 24 Ore di Le Mans, regia di Lee H. Katzin (1971)
- Morte di un matematico napoletano, regia di Mario Martone (1991)
- Oro (Zoloto), regia di Fabio Bonzi (1992)
- La fine è nota, regia di Cristina Comencini (1993)
- La scorta, regia di Ricky Tognazzi (1993)
- L'ussaro sul tetto (Le Hussard sur le toit), regia di Jean-Paul Rappeneau (1995)
- Io ballo da sola (Stealing Beauty), regia di Bernardo Bertolucci (1996)
- L'arcano incantatore, regia di Pupi Avati (1996)
- Il bagno turco (Hamam), regia di Ferzan Özpetek (1997)
- Il violino rosso, regia di François Girard (1998)
- Appassionate, regia di Tonino De Bernardi (1999)
- Milonga, regia di Emidio Greco (1999)
- Un delitto impossibile, regia di Antonello Grimaldi (2000)
- Luna rossa, regia di Antonio Capuano (2001)
- Tosca e altre due, regia di Giorgio Ferrara (2003)
- Arrivederci amore, ciao, regia di Michele Soavi (2006)
- Seta, regia di François Girard (2007)
- Io sono con te, regia di Guido Chiesa (2010)
- Miele, regia di Valeria Golino (2013)
- Martin Eden, regia di Pietro Marcello (2019)

### Televisione
- Feuerberg, regia di Herbert Brödl - film TV (1985)
- L'uomo che ho ucciso, regia di Giorgio Ferrara - film TV (1996)
- Ultima pallottola, regia di Michele Soavi - miniserie TV (2003)
- Il papa buono, regia di Ricky Tognazzi - miniserie TV (2003)
- Renzo e Lucia, regia di Stefano Scandaletti - miniserie TV (2004)
- Un passo dal cielo 6 - serie TV (2021)

## Prosa radiofonica Rai
- Tartarino tra i leoni, regia di Nino Meloni, trasmessa il 27 febbraio 1957.

## Riconoscimenti

### Cinema
- David di Donatello
  - 1993 – Candidatura come migliore attore protagonista per Morte di un matematico napoletano
  - 1993 – David speciale
  - 2014 – Candidatura come migliore attore protagonista per Miele
- Nastro d'argento
  - 1993 – Candidatura come migliore attore protagonista per Morte di un matematico napoletano
  - 1994 – Candidatura come migliore attore protagonista per La scorta
  - 2013 – Candidatura come migliore attore non protagonista per Miele
- European Film Awards
  - 1993 – Candidatura come migliore attore per Morte di un matematico napoletano

### Teatro
- Premio Ubu
  - 1986/87 – Miglior attore per Il misantropo di Molière
  - 1991/92 – Miglior spettacolo per Ritter, Dene, Voss di Thomas Bernhard
  - 1994/95 – Miglior spettacolo per Finale di partita di Samuel Beckett
  - 1994/95 – Miglior regia per Finale di partita
  - 1998/99 – Miglior regia per Misura per misura di William Shakespeare, I pensieri di Marianna Fiore da James Joyce, L'ultimo nastro di Krapp di Samuel Beckett e Hedda Gabler di Henrik Ibsen
  - 2002/03 – Miglior attore per La storia immortale da Karen Blixen
  - 2012/13 – Miglior attore per La serata a Colono di Elsa Morante

- Premio Flaiano sezione teatro[1]
  - 2012 – Alla carriera